# 요쿠르트 아줌마
"요쿠르트 아줌마"(Yogurt Lady)는 한국에서 제작된 김로유 감독의 2010년 영화이다.

## 줄거리
영선은 매일 언덕 위의 아파트로 요구르트를 배달하는 이혼녀다. 요구르트 카트는 매일 고장이 난다. 옆을 지나가던 루한이 이를 보고 그녀를 도와주는데 루한은 그녀가 한때의 히트 가수 유은하임을 눈치챈다.

## 출연
- 김보연
- 오광록

## 제작진
- 조명: 최민호